# Činohra
Činohra je dramatický útvar (z řec. drama, čin, jednání), kde se – na rozdíl od opery a baletu – na jevišti jedná a mluví, obvykle v próze. Činohra neodpovídá starověkému rozlišení na vznešenou tragédii a lidovou komedii, stojí někde mezi nimi a její děj se obvykle odehrává ve střízlivém občanském prostředí, často soudobém. Na rozdíl od starších podob divadla, kde hrál významnou úlohu sbor (chorus), v činohře vystupují jednotlivé a výrazně profilované osoby či charaktery různého původu a postavení. Významné místo ve vzniku činohry patří Williamu Shakespearovi.
V odvozeném významu se jako činohra označuje i odpovídající herecký soubor, případně i budova.

## Popis
Ve vlastním významu je činohra literární dílo patřící do literárně-dramatického žánru. Obvykle je to klasická divadelní hra, jež často zobrazuje nějaké vážné společenské, obecně lidské či mezilidské vztahy a problémy. Hru tvoří jednotlivé postavy či role s výraznou psychologií, kterou herci na jevišti dotvářejí. Hra nemusí končit tragicky, ale může obsahovat i prvky tragického nebo komediálního žánru.
Herec, který se věnuje tomuto oboru divadelní práce, se nazývá činoherec, ve starší literatuře i charakterní herec. Činohra pak v přeneseném významu může znamenat profesionální herecký soubor, věnující se činoherní divadelní práci, resp. divadelním žánrům spadajícím do oboru činohry v nějakém divadle. Pokud je nějaká divadelní budova věnována pouze činohře, přenáší se označení i na ni.
Na činohru se specializuje například pražský Činoherní klub a řada dalších divadel.